# Катренко Андрій Миколайович
Андрій Миколайович Катренко (7 лютого 1938 — 16 травня 2018) — український історик, архівознавець, археограф, фахівець з нової історії України та української громади Петербурга, доктор історичних наук (з 1994 року), професор (з 1996 року). 

## Біографія
Народився 7 лютого 1938 року на Черкащині. Дитячі і юнацькі роки провів в селі Байбузах (нині Черкаського району Черкаської області). Успішно закінчив місцеву семирічну школу, в 1956 році — Корсунь-Шевченківське педагогічне училище. У 1956–1961 роках навчався на історично-філософському факультеті Київського державного університету імені Тараса Шевченка, який закінчив з відзнакою, отримавши спеціальність «історик, архівіст, учитель історії». У 1961–1969 роках працював за фахом у Архівному управлінні при Раді Міністрів УРСР на посаді старшого наукового співробітника видавничого відділу. Одночасно заочно навчався в аспірантурі при кафедрі історії Української СРСР Київського університету, яку закінчив 1967 року. У 1969 році, під керівництвом доктора історичних наук, професора П. А. Лаврова, захистив кандидатську дисертацію на тему «Революційне народництво наприкінці 70-х — на початку 80-х років ХІХ століття в Україні» і невдовзі перейшов на викладацьку роботу у Київський державний університет, де працював на кафедрі історії України. Педагогічну діяльність розпочав на посаді старшого викладача, у 1977 році здобув вчені звання доцента, у 1995 році — професора. З 1996 року — завідувач кафедри давньої та нової історії України. У 1996 році захистив докторську дисертацію на тему «Радикально-демократичний (народницький) рух в Україні у 80-х роках ХІХ століття».
Після виходу на пенсію працював на посаді провідного наукового співробітника відділу архівознавства Українського науково-дослідного інституту архівної справи та документознавства.

## Наукова, громадська і педагогічна діяльність
Автор близько 200 наукових та навчальних праць, серед яких чотири монографії. Праці присвячено історії суспільно-політичних рухів в Україні XIX століття (українського національно-визвольного, радикально-демократичного народницького, земського, студентського та інше), проблемам культури і науки тощо. Серед них:
- Український національний рух XIX ст. — Київ,1998. — частина 1: Перша половина XIX ст.;
- Український національний рух XIX ст. — Київ,1999. — частина 2: 60 — 90-ті роки XIX ст.;
- О. О. Русов — видатний український вчений і громадський діяч (1847–1915). — Київ, 1998;
- Діяльність народовольців і чорнопередільців в Україні (80-ті роки XIX ст.). — Київ, 2001;
- Революционное народничество конца 70 — начала 80-х годов XIX века на Украине. — Київ, 1969;
- В борьбе за пробуждение народной революции: Из истории революционно-демократического движения на Украине в 80 — начале 90-х годов XIX века. — Київ, 1988;
- Діяльність радикалів-демократів (народників) в Україні у 80-х роках XIX ст. — Київ, 1994;
- Український національний рух XIX століття. (По сторінках праць Михайла Драгоманова).- Київ, 1997;
- Демократичний рух в Україні 70 — 80-х років XIX ст. — Черкаси, 1994;
- «Университетские известия» та видання праць вчених Київського університету. — Київ, 1996;
- Наукові зв'язки Київського університету. 1834–1917 роки. — Київ, 1994;
- Історія України: Курс лекцій. — Київ, 1991. — частина 1, (у співавторстві);
- Робітничий рух на Україні. 1861–1884 рр.: Збірник документів і матеріалів. — Київ, 1986. (у співавторстві);
- Робітничий рух на Україні. 1885–1894 рр.: Збірник документів і матеріалів. — Київ, 1990. (у співавторстві);
- Киевский университет. Документы и материалы. 1834–1984. — Київ, 1984. (у співавторстві);
- Київський університет. — Київ, 1984. (у співавторстві).

Разом з сином є автором ґрунтовної історичної розвідки про село Байбузи.
Брав участь:
- у роботі редколегій низки наукових видань:
  - «Історичні джерела та їх використання»;
  - «Архіви України»;
  - Вісник Київського університету імені Тараса Шевченка. Серія «Історія»;
  - Науковий щорічник «Студії з архівної справи та документознавства»;
  - Археографічний щорічник «Пам'ятки»;

- у підготовці фундаментальної 26-томної «Історії міст і сіл Української РСР».

Був членом спеціальних рад по захисту дисертацій в Українському науково-дослідному інституті архівної справи та документознавства та Національному університеті «Києво-Могилянська академія».
Під його науковим керівництвом написали й успішно захистили кандидатські дисертації понад десять вчених.